# Bhaktapur
 (mai 2017).
Si vous disposez d'ouvrages ou d'articles de référence ou si vous connaissez des sites web de qualité traitant du thème abordé ici, merci de compléter l'article en donnant les références utiles à sa vérifiabilité et en les liant à la section « Notes et références ».
Bhaktapur - de bhakta, dévot et pura, la ville - ou Bhadgaon - ou encore Khwopa en newari - est une ville du Népal située dans la zone de la Bagmati, à 13 kilomètres à l'est de Katmandou et à 1 401 mètres d'altitude. Au recensement de 2011, la ville comptait 81 748 habitants.

## Histoire
La ville fut fondée par le roi Ananda Deva Malla au XIIe siècle. Initialement, elle aurait été édifiée selon un plan en forme de conque, et sous le nom de Khwopa, pour devenir la capitale des râjas Malla qui succédèrent à la dynastie des Thâkurî. Carte plus vraisemblable, celle d'un mandala où la cité est incluse dans un « triangle magique » formé par trois temples de Ganesh à l'extérieur de la ville. Ce triangle est censé la protéger symboliquement.
Jusqu'au XVIe siècle, Bhaktapur a dominé politiquement et économiquement tout le Népal.[réf. nécessaire] Elle a maintenu cette position jusqu'à la conquête gorkha en 1769. Depuis ce temps, Bhaktapur a toujours constitué un monde à part, avec une autarcie économique mais aussi une féroce indépendance.

## Culture

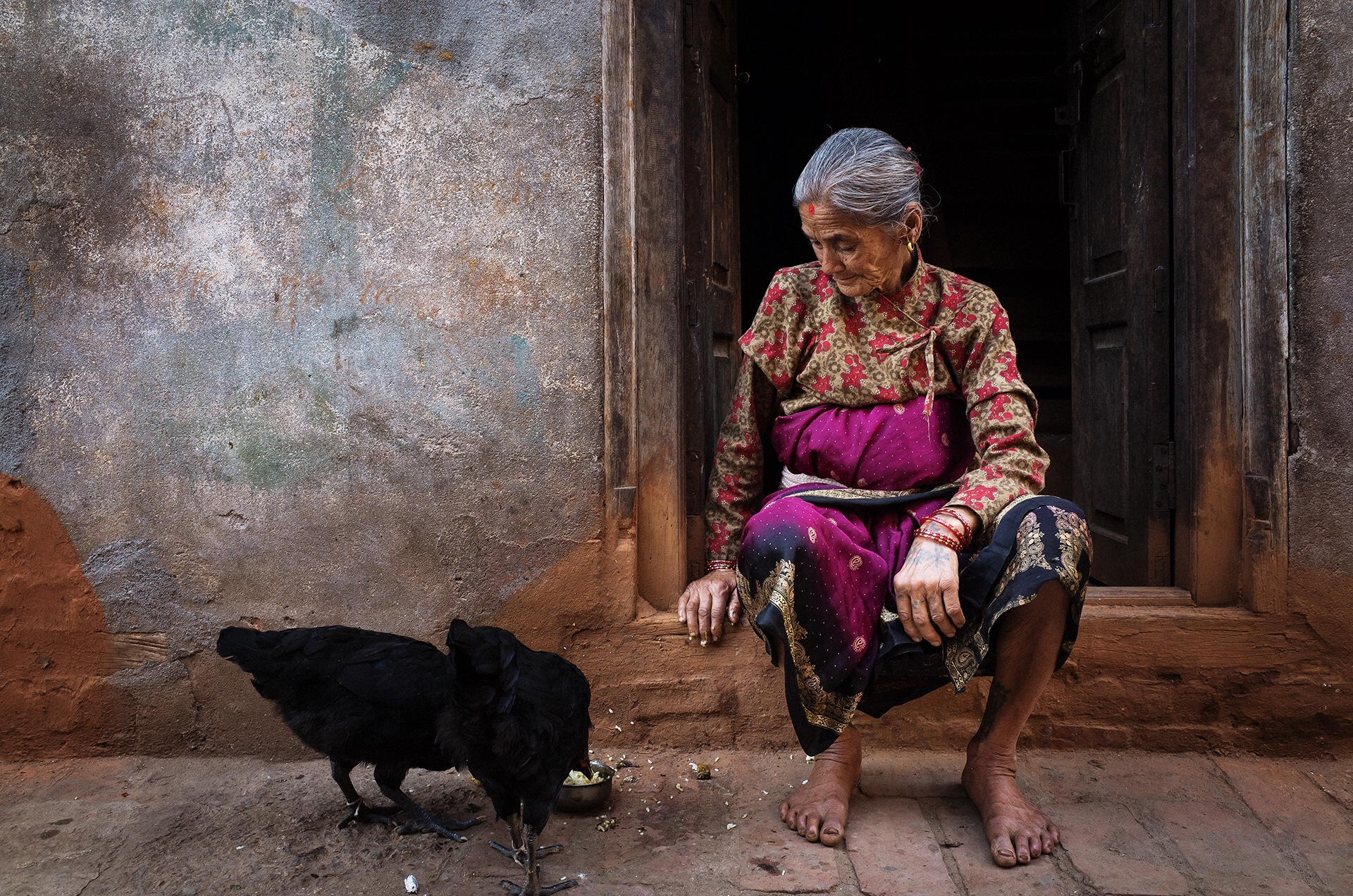
Une femme âgée de Bhaktapur assise sur le seuil de sa porte.

La plupart des personnes âgées ne comprennent pas le nepâlî.[réf. souhaitée] Leur langue est le newari, l'ancienne langue officielle du Népal.
L'architecture et l'organisation de la ville révèlent tout l'art des Newars de la planification. 
Les quartiers (toles) s'articulent autour d'une place centrale avec un puits ou une source publique et des autels religieux attitrés. 
Ces toles servent également à protéger les produits des récoltes.
Le riche patrimoine architectural comprend en particulier la place royale centrale (darbâr). 
Le temple de Changu Narayan est situé à quelques kilomètres de la ville.

## Économie
Dans le passé, la ville avait acquis son importance grâce à sa position privilégiée sur l'axe Inde-Tibet. Les taxes imposées aux marchandises lui apportaient une grande richesse. Longtemps appelée « la cité des dévots », elle a également su conserver son caractère religieux, car tout y est régi par les dieux.

## Galerie

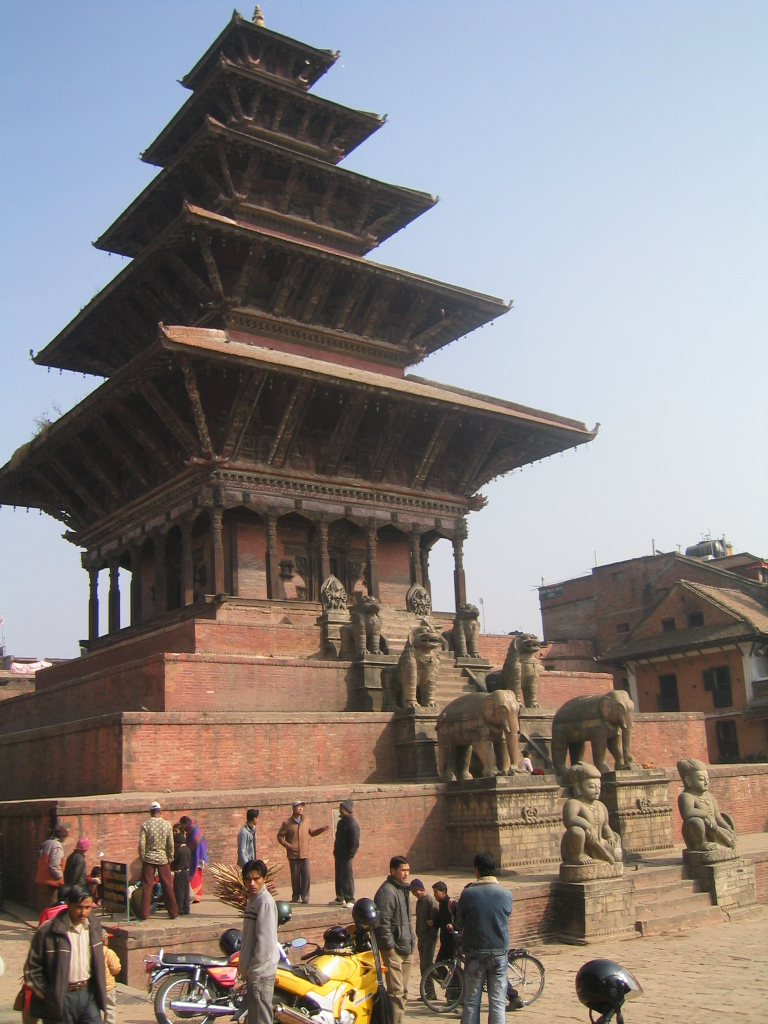
Le temple Nyatapola à Taumadi Tole
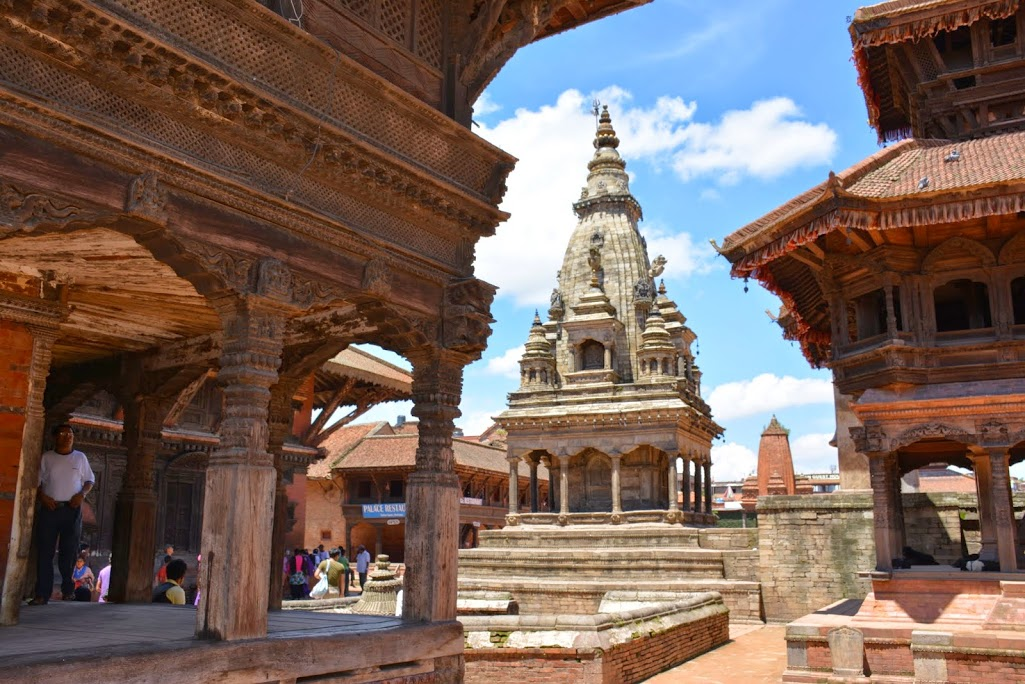
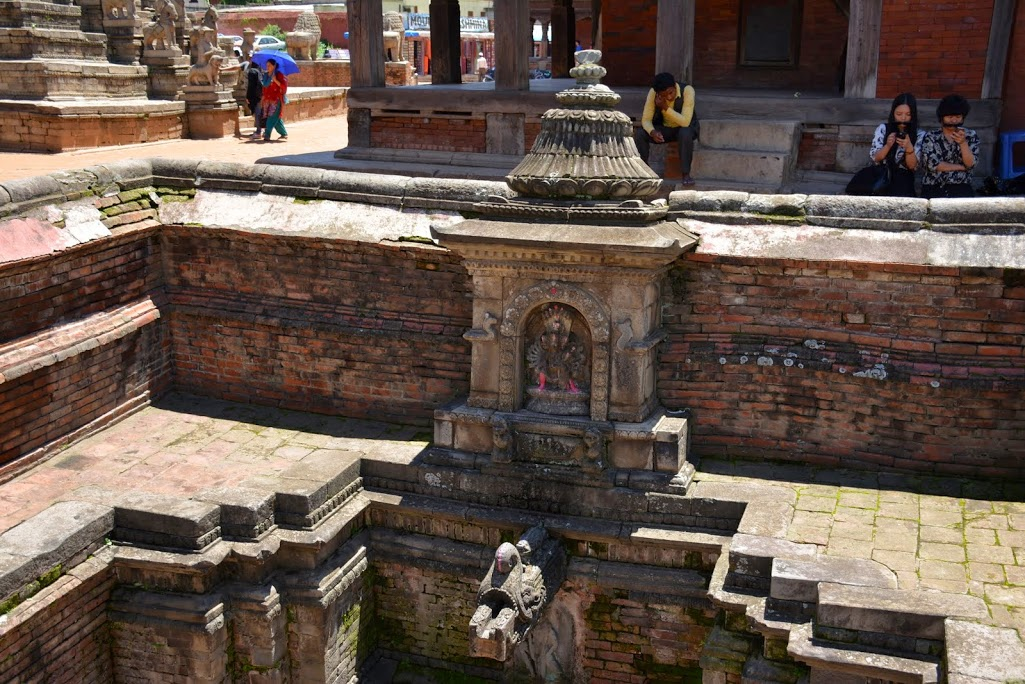
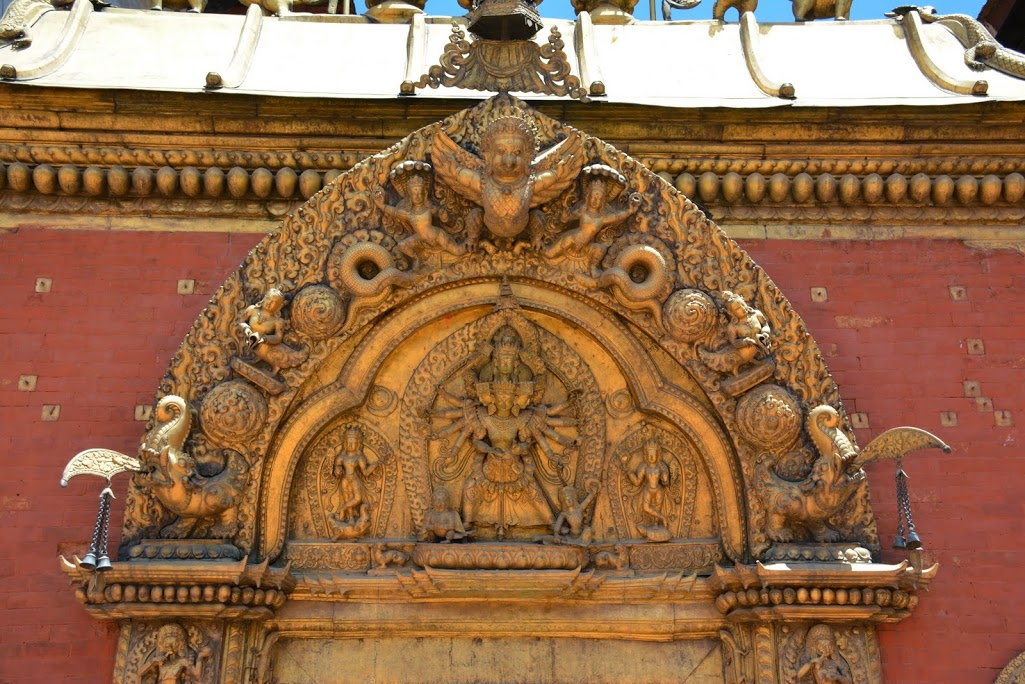
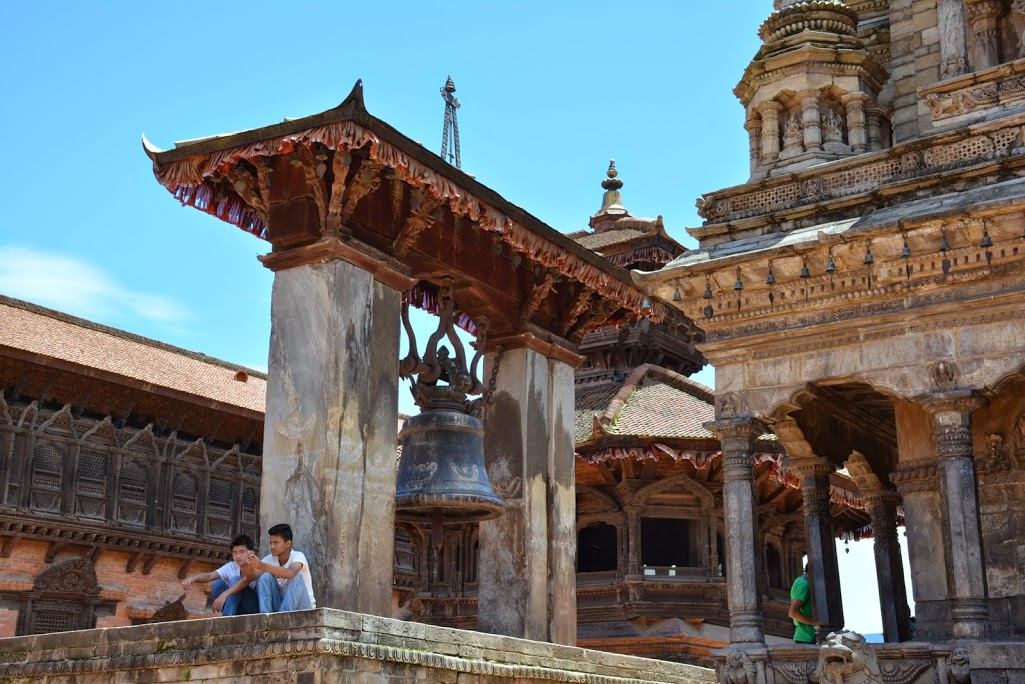
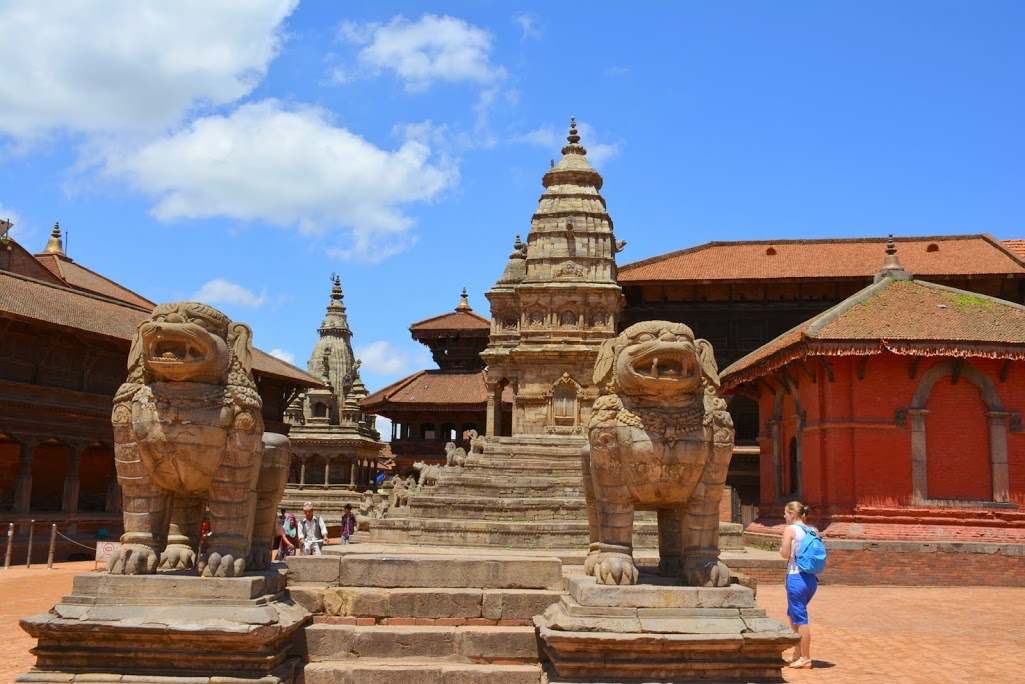
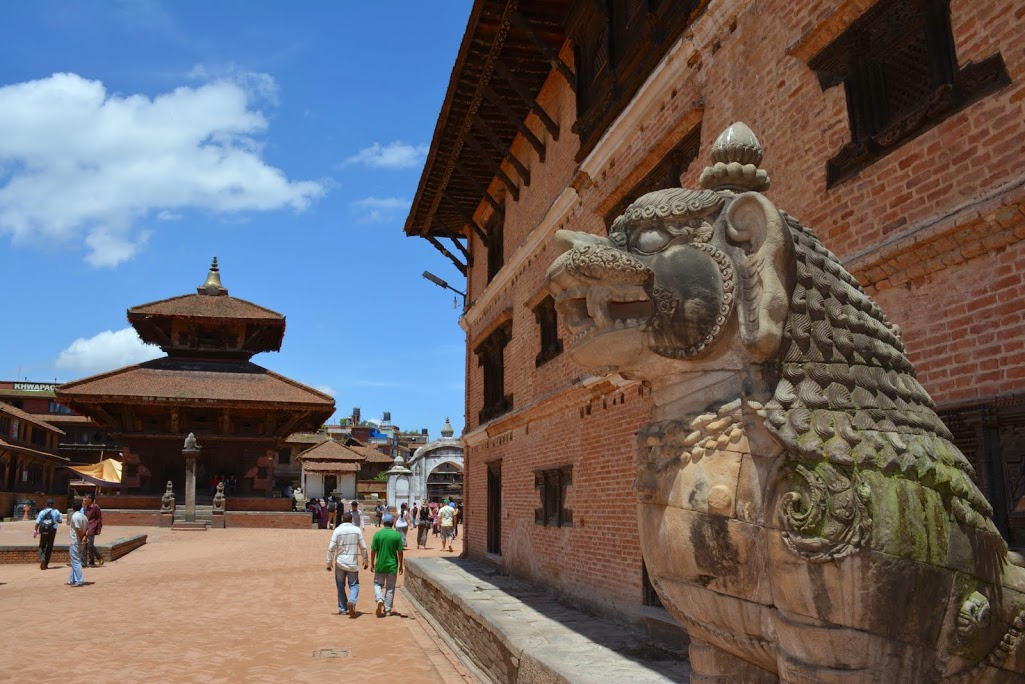
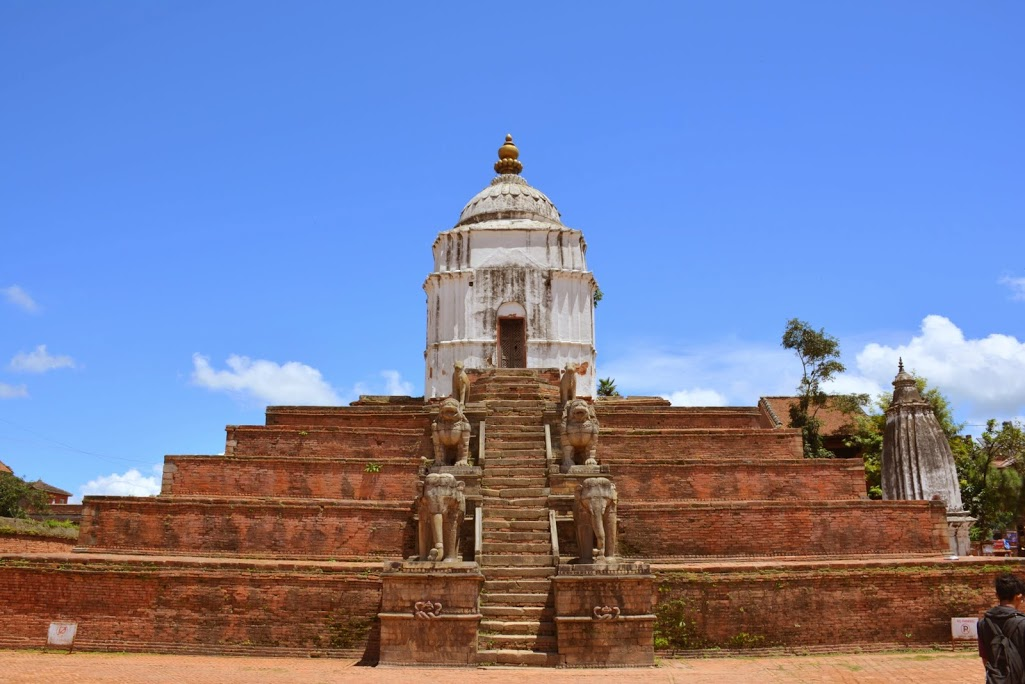
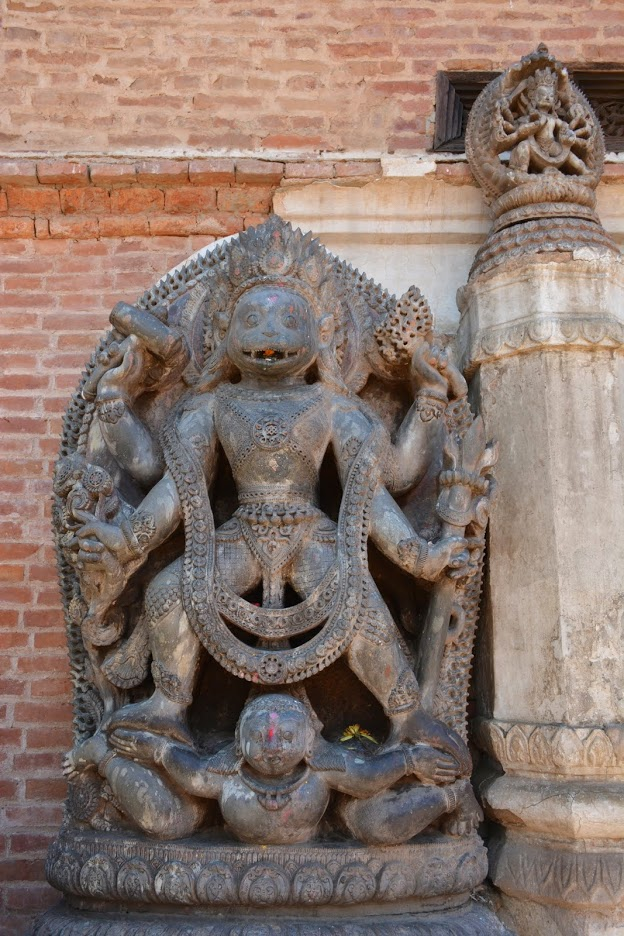

## Citation
« Il y a quelque chose d'irréel dans les édifices dans lesquels on se trouve. On a l'impression de figurer sur la scène d'un théâtre, au milieu des décors. On s'attend à entendre un coup de sifflet et à voir surgir des machinistes qui soudainement enlèveront ces palais et ces temples fantastiques »
Alexandra David-Néel, Au cœur des Himalayas